# Medien in Deutschland
Zu den Medien in Deutschland gehören verschiedene Online-, Print- und Rundfunkformate wie Radio, Fernsehen, Zeitungen und Zeitschriften.

## Geschichte

### 15. Jahrhundert bis 1933
Die moderne Druckmaschine wurde im 15. Jahrhundert von Johannes Gutenberg in Mainz entwickelt und ihre innovative Technologie verbreitete sich schnell in ganz Europa und der Welt. 1609 erschienen in Straßburg und Wolfenbüttel die ersten Wochenzeitungen und die erste Tageszeitung 1650 in Leipzig. Die Pressefreiheit wurde 1848 in mehreren deutschen Verfassungen festgelegt. In den Jahren zwischen 1871 und 1883 kam es zur Gründung großer Pressekonzerne durch Rudolf Mosse, August Scherl und Leopold Ullstein. Von Ullstein wurde 1904 die B.Z. am Mittag gegründet. Alfred Hugenberg übernahm im Jahre 1916 den Scherl-Konzern. Das erste Radioprogramm entstand am 29. Oktober 1923 in Berlin in der Weimarer Republik.

### 1933 bis 1945
Im Jahr 1933 schaffte das Reichsministerium für Volksaufklärung und Propaganda unter Joseph Goebbels die Pressefreiheit ab und brachte auch den Hörfunk unter seine Kontrolle. 1935 startete der erste Fernsehprogrammdienst. Am 22. März 1935 verkündete Reichssendeleiter Eugen Hadamovsky das „Wunder“ des Fernsehens mit den Worten:

„Nach dem 30. Januar 1933 hat der Rundfunk das Wort des Führers allen Ohren gepredigt. In dieser Stunde wird der Rundfunk berufen, die größte und heiligste Mission zu erfüllen: nun das Bild des Führers unverlöschlich in alle deutschen Herzen zu pflanzen. … Dem nationalsozialistischen Fernsehrundfunk erwächst die großartige Aufgabe, im wahrsten Sinne des Wortes ein Volk zum Sehen aufzurufen.“

Vor und während des Zweiten Weltkriegs war die Massenmedienpropaganda im nationalsozialistischen Deutschland weit verbreitet. So wurden die Olympischen Sommerspiele 1936 mit großem Aufwand übertragen. Das Supreme Headquarters Allied Expeditionary Force verbot am 24. November 1944 alle publizistischen Tätigkeiten.

### Seit 1945
Im Jahr 1945 begann im Nachkriegsdeutschland die Lizenzpresse. Am 24. Januar erschienen die Aachener Nachrichten unter amerikanischer Kontrolle, am 15. Mai die Tägliche Rundschau unter sowjetischer Kontrolle, am 4. Mai 1945 begann Radio Hamburg sein Programm, am 12. Mai startete Radio München in der amerikanischen Besatzungszone das Programm, am 6. Oktober erschien unter amerikanischer Kontrolle die Erstausgabe der Süddeutschen Zeitung und am 17. Oktober erschien erstmals Die Neue Zeitung in München unter amerikanischer Kontrolle. 1946 erschienen die Erstausgabe von Die Zeit und Hörzu und die Kontrollratsdirektive Nr. 40 genehmigte der deutschen Presse Kommentierung der Politik der Besatzungsmächte und die Berichterstattung über das Ausland. Die Erstausgabe des Spiegels erschien am 4. Januar 1947. Der Stern und Welt am Sonntag erschienen erstmals 1948.
Als Anstalten des öffentlichen Rechts gründeten sich im Jahr 1948 der Nordwestdeutsche Rundfunk (NWDR) am 1. Januar, der Hessische Rundfunk (HR) am 2. Oktober, der Südwestfunk (SWF) am 30. Oktober, sowie 1949 der Bayerische Rundfunk am 25. Januar (Nachfolger von Radio München), Radio Bremen (RB) und der Süddeutsche Rundfunk (SDR). Der NWDR strahlte 1948 die erste Fernsehsendung aus, die von Adolf Grimme begeistert angekündigt wurde:
Durch das Inkrafttreten des Grundgesetzes am 24. Mai 1949 wurde die Lizenzpflicht in den Westzonen aufgehoben. Der Artikel 5 garantiert seitdem die Pressefreiheit.
Am 9. Juni 1950 wurde von den damaligen sechs Landesrundfunkanstalten Bayerischer Rundfunk, Hessischer Rundfunk, Radio Bremen, Süddeutscher Rundfunk, Südwestfunk und Nordwestdeutscher Rundfunk sowie – mit beratender Stimme – RIAS Berlin die ARD gegründet.
In der DDR wurden 1952 von der SED unter Walter Ulbricht alle Regionalsender aufgelöst und ein staatliches Rundfunkkomitee gegründet, welches die Sender Berlin I, II und III und den DDR-Fernsehsender in Adlershof zentral steuerte. Am 21. November 1952 wurde – zu Ehren des 74. Geburtstages von Josef Stalin – die Aktuelle Kamera, die erste öffentliche Nachrichtensendung in der DDR, ausgestrahlt. Im selben Jahr erschien erstmals das Boulevardmagazin Bild. Am 1. November 1954 ging das Erste Deutsche Fernsehen auf Sendung. 1956 erschien die Erstausgabe der Jugendzeitschrift Bravo. Die Spiegel-Affäre im Jahre 1962 begann mit der Verhaftung Rudolf Augstein und endete mit dem Rücktritt Franz Josef Strauß’. Im Jahre 1963 startete das ZDF den Betrieb. Im darauffolgenden Jahr startete mit dem BR Fernsehen das erste Dritte Programm. 1967 wurde das Farbfernsehen offiziell vorgestellt. 1968 eskalierten die Studentenunruhen nach dem Attentat an Rudi Dutschke mit der Forderung „Enteignet Springer!“. Im Jahre 1977 wurde von Alice Schwarzer die alternative Frauenzeitschrift Emma gegründet.
Seit den 1980er Jahren hat, beginnend mit den 1984 Kabelpilotprojekten, ein „duales Rundfunksystem“ bestehend aus kommerziellen Rundfunk und öffentlich-rechtlichen Rundfunk das bisherige öffentliche System ersetzt. Am 1. Januar 1984 ging Programmgesellschaft für Kabel- und Satellitenrundfunk (PKS; ab 1985 Sat.1), und am 2. Januar ging RTL plus (ab 1993 RTL) auf Sendung. Das Privatfernsehen beförderte das Genre Comedy und führte Daily Soaps ein.
Der Stern löste 1983 mit der Veröffentlichung gefälschter Hitlertagebücher einen internationalen Medienskandal aus. Die Deutsche Demokratische Republik hob 1990 das Einfuhrverbot für bundesdeutsche Presseprodukte auf und beschloss am 5. Februar, Meinungs-, Informations- und Medienfreiheit zu gewährleisten.
Seit 1997 Jahren wachsen die Zahlen der Internetnutzer kontinuierlich. So wuchs die Zahl von 4,1 Millionen Nutzer im Jahre 1997 auf 67 Millionen Nutzer im Jahre 2023 an.

## Presse

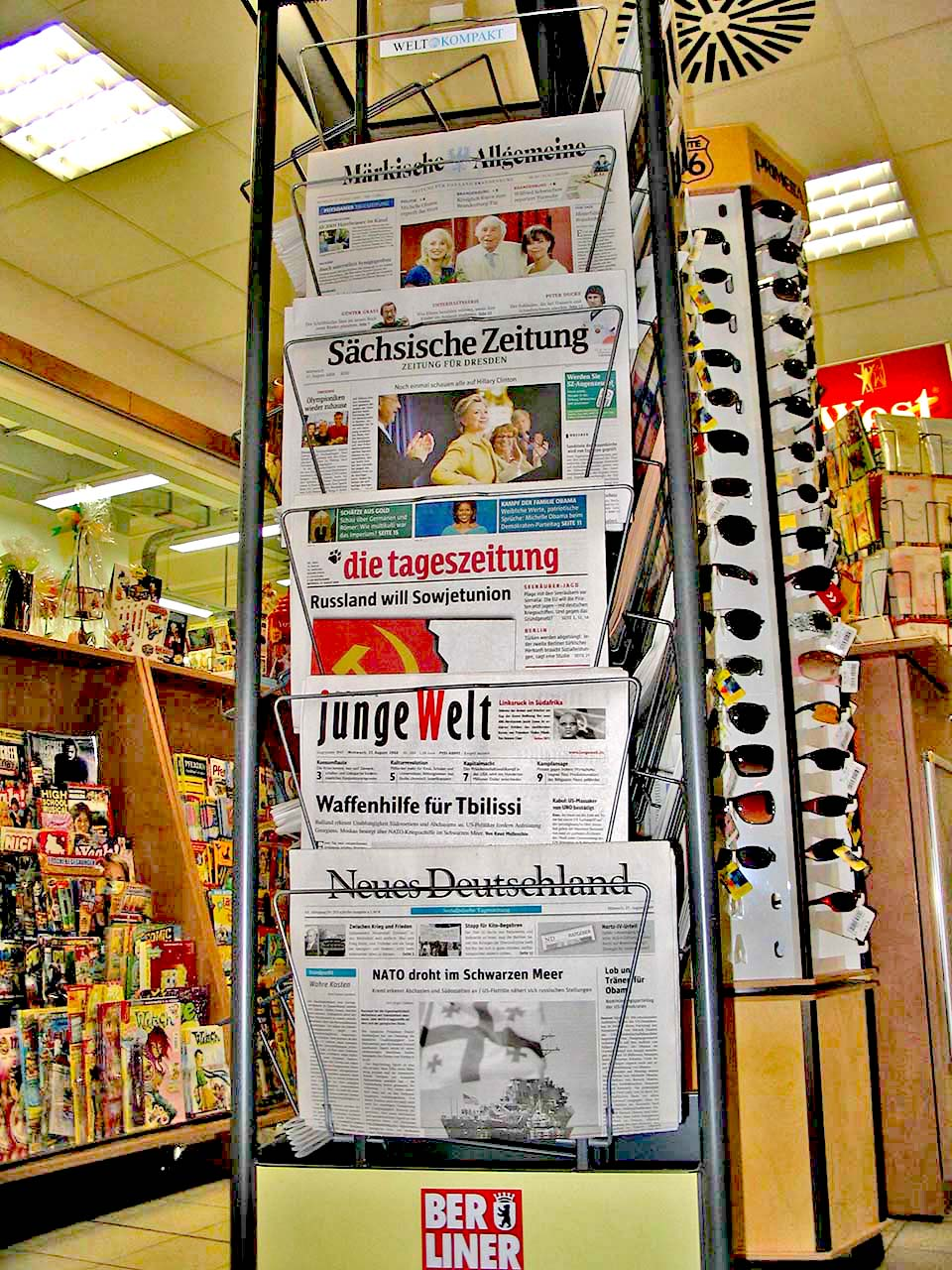
Zeitungsständer mit verschiedenen deutschen Zeitungen

In Deutschland werden 352 Zeitungen, 27 Wochenzeitungen, 7 Sonntagszeitungen, 2450 Publikums- und 3753 Fachzeitschriften regelmäßig publiziert. Einen Teil dieser Medien geben die großen Konzerne Axel Springer SE, Bauer Media Group, Bertelsmann, Hubert Burda Media und die Funke Mediengruppe heraus. Es gibt 18 Nachrichtenagenturen, von denen die Deutsche Presse-Agentur (dpa) und das RedaktionsNetzwerk Deutschland (RND) die bedeutendsten sind. Die auflagenstärksten überregionalen Zeitungen (Stand 2020) sind die Bild (Aufl. 1,27 Mio.), die Süddeutsche Zeitung (Aufl. 0,3 Mio.), die Frankfurter Allgemeine Zeitung (Aufl. 0,2 Mio.) und das Handelsblatt (Aufl. 0,14 Mio.). Zu den größten regionalen Zeitungen gehören die Westdeutsche Allgemeine Zeitung (Aufl. 0,4 Mio.) und die Rheinische Post (Aufl. 0,26 Mio.). Daneben gibt es politische Magazine wie Der Spiegel und auf populäre Themen ausgerichtete Magazine wie Stern und Focus.

## Radio
Der Rundfunk in Deutschland ist dual organisiert und vor allem regional geprägt. Er teilt sich auf in öffentlich-rechtlichen Hörfunk, der sich durch den Rundfunkbeitrag finanziert, und private Radioanbieter, die ihre Erlöse überwiegend aus Werbung erzielen. Ende 2016 waren weit über 300 Rundfunkanbieter registriert, davon rund 290 kommerzielle und mehr als 60 öffentlich-rechtliche Programme der ARD, überwiegend über UKW ausgestrahlt, aber zunehmend auch über DAB. Von großer Bedeutung für die Entwicklung sind zwei Urteile des Bundesverfassungsgerichts von 1981 und 1986, welche die Organisation und die Rahmenbedingungen festlegten.

## Fernsehen

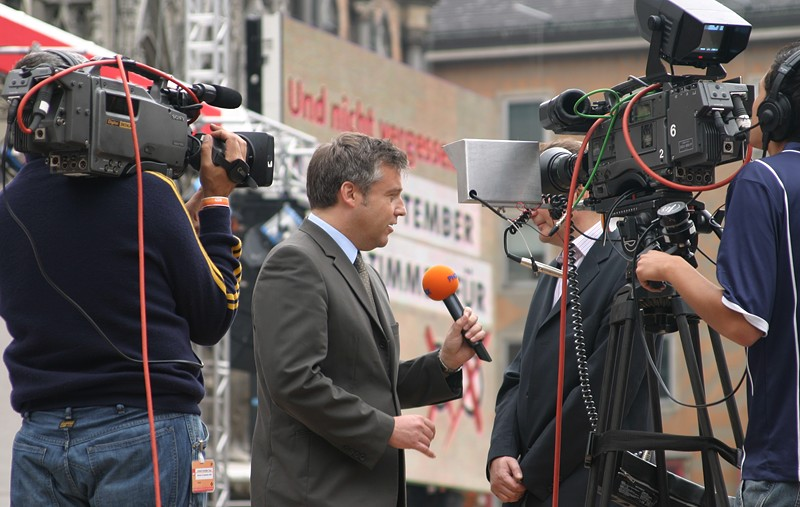
Phoenix-Reporter Heinz Abel bei einer Liveübertragung aus München

Es gibt über 145 Fernsehsender, die hauptsächlich Wirtschaftsunternehmen sind und somit auf Gewinnerzielung aus sind. Den Markt teilen sich ungefähr zur Hälfte die öffentlich-rechtlichen Sender (u. a. Das Erste, ZDF und die regionalen „Dritten Programme“) und die seit 1984 existierenden Privatsender.
| Logo                    | Fernsehprogramm | Gründungsjahr |
| ----------------------- | --------------- | ------------- |
| Das Erste               | Das Erste       | 1950          |
| ARD-alpha               | ARD alpha       | 1998          |
| BR Fernsehen            | BR Fernsehen    | 1964          |
| HR-Fernsehen            | HR-Fernsehen    | 1964          |
| MDR Fernsehen           | MDR Fernsehen   | 1992          |
| NDR Fernsehen           | NDR Fernsehen   | 1965          |
| Radio Bremen TV         | Radio Bremen TV | 2005          |
| rbb Fernsehen           | rbb Fernsehen   | 2004          |
| SR Fernsehen            | SR Fernsehen    | 1998          |
| SWR Fernsehen           | SWR Fernsehen   | 1969          |
| WDR Fernsehen           | WDR Fernsehen   | 1965          |
| Tagesschau24            | Tagesschau24    | 2012          |
| One                     | One             | 2016          |
| ZDF                     | ZDF             | 1963          |
| ZDFneo                  | ZDFneo          | 2009          |
| Sat.1                   | Sat.1           | 1984          |
| ProSieben Logo 2015.svg | ProSieben       | 1989          |
| Kabel Eins              | Kabel Eins      | 1992          |
| RTL Television          | RTL Television  | 1984          |
| RTL Zwei                | RTL Zwei        | 1993          |
| VOX                     | VOX             | 1993          |
| n-tv                    | n-tv            | 1992          |
| Welt                    | Welt            | 2000          |

Anmerkung
Dies ist eine Liste mit einer Auswahl an bedeutenden Fernsehsendern in Deutschland. In den beiden Listen Liste deutschsprachiger Fernsehsender und Liste deutscher Regional- und Lokalfernsehprogramme befinden sich vollständige Auflistungen von Fernsehsendern im deutschsprachigen Raum.

## Onlinemedien
Als Onlinemedien werden Spiegel Online (wöchentliche Reichweite: 15 Prozent), t-online (wöchentliche Reichweite: 14 Prozent) und die Nachrichtenportale der ARD (wöchentliche Reichweite: 13 Prozent) am häufigsten genutzt. Die aktive und passive Mediennutzung beträgt täglich rund 9 Stunden (Stand 2018).

## Videospiele
Der deutsche Videospielemarkt ist einer der größten der Welt. Die Gamescom in Köln ist die weltweit führende Spielemesse. Beliebte Spieleserien aus Deutschland sind Turrican, die Anno-Serie, die Siedler-Serie, die Gothic-Serie, SpellForce, die FIFA Manager-Serie, Far Cry und Crysis. Relevante Spieleentwickler und -verleger sind Blue Byte, Crytek, Deep Silver, Kalypso Media, Piranha Bytes, Yager Development und einige der größten Spielefirmen für Social Network Games wie Bigpoint, Gameforge, Goodgame und Wooga.